# Jorge Majfud
Jorge Antonio Majfud Albernaz (Tacuarembó, 10 settembre 1969) è uno scrittore, traduttore e saggista uruguaiano.

## Biografia
Nato e cresciuto a Tacuarembó, in Uruguay, figlio d'un falegname e della scultrice Marlene Albernaz (1940-1984), fin dalla tenera età è stato appassionato di romanzi, ma poi scelse di specializzarsi in architettura e nel 1996 si laureò all'Universidad de la República a Montevideo. I suoi studi universitari lo condussero a viaggiare in più di quaranta paesi per riempire, in un impeto ossessivo e continuo, pagine che più tardi si sarebbero trasformate in parte dei suoi romanzi e saggi. Fu professore alla Universidad Hispanoamericana de Costa Rica e della Escuela Técnica del Uruguay, in cui insegnò matematica e arte. Oggigiorno insegna letteratura dell'America latina all'Università della Georgia. Nel 2012, la rivista americana Foreign_Policy (ora EsGlobal in spagnolo) lo riconosce come "Il più influente intellettuale latino americano".

## Opere
Alcune pubblicazioni: Hacia qué patrias del silencio (memorias de un desaparecido), romanzo del (1996); Crítica de la pasión pura, saggi del(1998). La reina de América (2001) e El tiempo que me tocó vivir (2004), La narración de lo invisible (2006); Perdona nuestros pecados (2007); La ciudad de la Luna (novel, 2009)., Crisis (novel, 2012), Cyborgs (essays, 2012), El eterno retorno de Quetzalcoátl.
I suoi racconti e articoli sono stati pubblicati in giornali quotidiani, riviste e libri di testo, come El País di Madrid, EL País e La República di Montevideo, Rebelion, Hispanic Culture Review, Milenio, Jornada, Resource Center of The America, Monthly Review, Political Affairs, ecc. È stato il fondatore e il redattore del SignoXXI, reflexiones sobre nuestro tempo. È un collaboratore di Bitácora, pubblicazione settimanale de La Repúblcia, Radio Uruguay, Radio Nacional de Argentina, Radio Exterior de España, Radio Popolare Roma e di altri giornali quotidiani e settimanali in Uruguay, Argentina, Cile, Messico, Venezuela, Spagna, Francia, Svezia, Canada e Stati Uniti. È un membro del comitato scientifico internazionale de Araucaria in Spagna.
Si è distinto nei concorsi internazionali, come per esempio: XII Certamen Literario Argenta, a Buenos Aires nel 1999, per le prime bozze della Crítica de la pasión pura. La menzione al Premio Casa de las Américas, a L'avana, Cuba nel 2001, per il romanzo, La regina de America, "perché si dimostra come una scrittura intensa relativamente all'energia espressa tramite l'uso della parodia e dell'ironia", secondo la giuria composta da Belén Gopegui (Spagna), di Andrés Rivera (Argentina), di Mayra Santos Febres (Porto Rico), di Beatriz Maggi (Cuba) e di José Luis Díaz Granados (Colombia). Secondo Premio Concorso Caja Profesional 2001, per la storia Mabel Espera, "per il suo modello di realtà connotata e scabra, scritta con eccellente strategia letteraria ," secondo il parere della giuria composta da Sylvia Lago, Alicia Torres e Mario Delgado Aparaín. Ha ricevuto l'Excellence in Research Award, UGA 2006. 2014 International Latino Book Awards Finalist.
È anche il curatore e il traduttore di Ilusionistas, l'ultimo libro di Noam Chomsky in Spagna (Madrid, 2012).
Ha pubblicato molti libri in collaborazione con autori come Slavoj Žižek,, Eduardo Galeano, Ray Bradbury, José Saramago, Mario Vargas Llosa, Carlos Fuentes, e Ernesto Sabato.
Nel 2012 è stato scelto dalla rivista Foreign Policy come "L'intellettuale più influente dell'America Latina".
I suoi saggi ed articoli sono stati tradotti in italiano, portoghese, francese, inglese, basco, greco e tedesco.